# Вершниця (річка)
Вершниця — річка в Україні, у Звягельському районі Житомирської області, права притока Случі (басейн Прип'яті).

## Опис
Довжина річки 17 км. похил річки — 2,1 м/км. Формується з багатьох безіменних струмків. Площа басейну 104 км².

## Розташування
Починається на східній околиці села Федорівки й тече на північний захід. На північно-західній околиці села Чижівка впадає в річку Случ, праву притоку Горині.

## Притоки

### Праві
- Хмелівка
- Середня
- Немилянка

### Ліві
- Чорна Річка — ліва притока[1]. Починається на північ від села Федорівка. Спочатку тече на північний схід, а потім на північний захід і впадає у Вершницю на східній стороні від села Вершниця.
- Голишівка — ліва притока[2]. Починається на східній околиці Вершниці. Тече переважно на північний захід і впадає у Вершницю на сході від присілку Чижівка.